# Muro di Trump

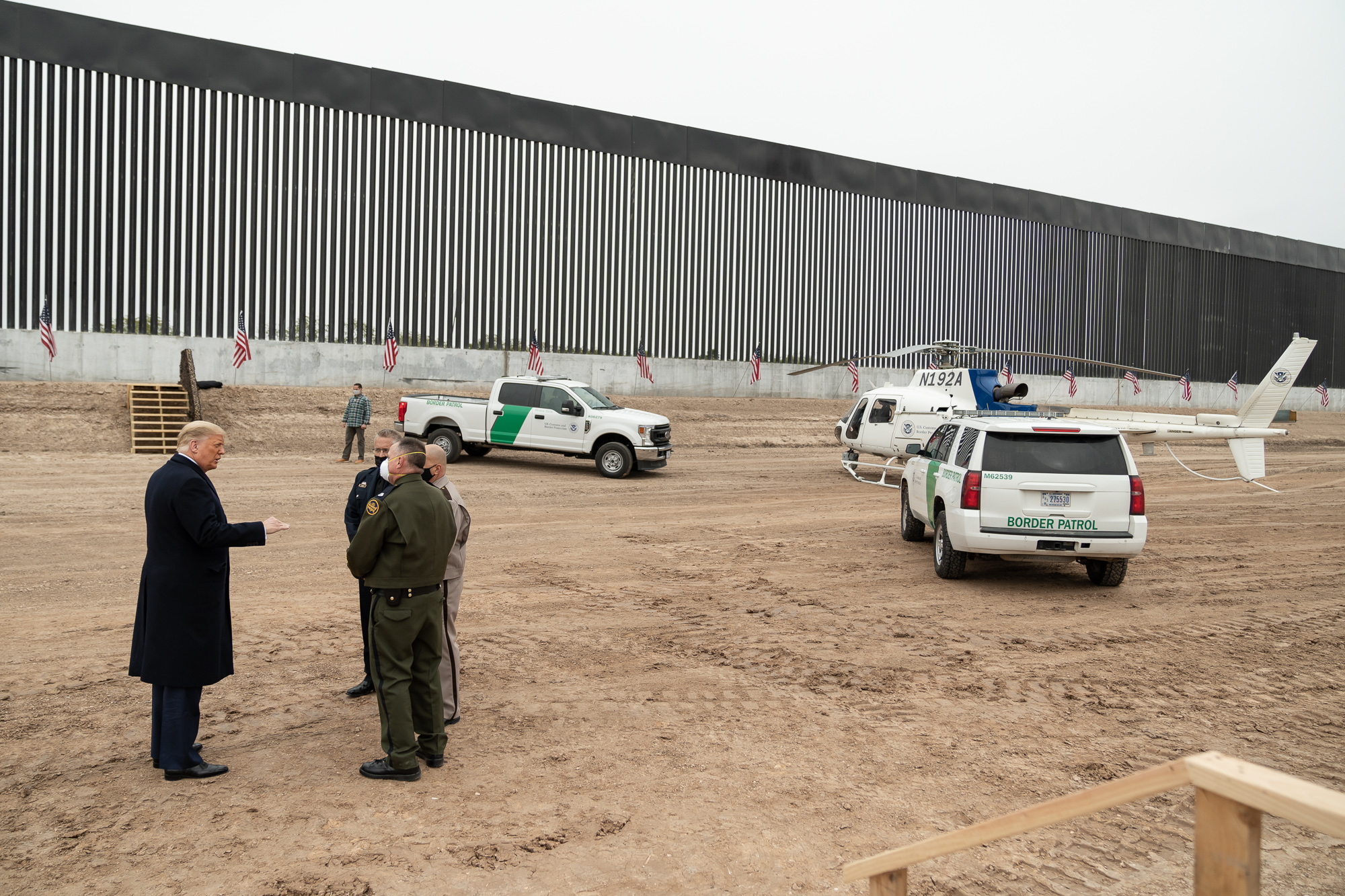
Il presidente Donald Trump, insieme ai funzionari della polizia di frontiera degli Stati Uniti, visita un sito di muro di confine martedì 12 gennaio 2021, al confine tra Texas e Messico vicino ad Alamo, in Texas.

Il Muro di Trump è un nome informale per un rafforzamento pianificato del confine tra Messico e Stati Uniti durante la prima presidenza di Donald Trump. 

## Storia
Durante la sua campagna per le elezioni presidenziali del 2016, Trump ha sostenuto la costruzione di un muro di confine come misura contro la migrazione illegale dall'America Latina agli Stati Uniti. Ha sostenuto che se fosse stato eletto avrebbe costruito il muro e il Messico avrebbe pagato per questo. Il presidente messicano Enrique Peña Nieto ha dichiarato che il suo paese non pagherà per questo muro.
Pochi giorni dopo aver prestato giuramento, il 25 gennaio 2017, il presidente Trump ha firmato l'ordine esecutivo 13767, il decreto presidenziale che ordina formalmente al governo degli Stati Uniti di sviluppare prototipi per il muro di confine utilizzando fondi federali. Tuttavia, ciò non significava che la costruzione vera e propria del muro sarebbe stata iniziata a causa dei costi considerevoli e della mancanza di chiarezza su come il muro sarebbe stato finanziato. Il governo federale degli Stati Uniti è persino andato parzialmente in shutdown tra il 22 dicembre 2018 e il 25 gennaio 2019, dopo che il Congresso degli Stati Uniti si è rifiutato di rilasciare 5,7 miliardi di dollari per finanziare il muro, in parte a causa della feroce opposizione dei Democratici. Questo arresto è durato 35 giorni ed è stato il più lungo nella storia americana.
Trump ha successivamente dichiarato lo stato di emergenza il 15 febbraio 2019. Ha sostenuto che la situazione al confine messicano-statunitense era diventata una crisi nazionale e che era quindi necessario che più risorse andassero al progetto del muro. Il Congresso ha quindi approvato una risoluzione per invertire lo stato di emergenza. Trump ha posto il veto a questa decisione. Era la prima volta nella sua presidenza che Trump esercitava il suo diritto di veto.
Un'organizzazione privata chiamata We Build the Wall ha costruito cinque miglia (8 km) di muro su una proprietà privata vicino a El Paso, in Texas. Nell’agosto 2020, le parti costruite dall’organizzazione erano già in serio pericolo di collasso a causa dell’erosione , e il procuratore ad interim degli Stati Uniti per il distretto meridionale di New York ha aperto un atto d’accusa contro quattro persone, tra cui l’ex capo stratega di Trump Steve Bannon il quale è stato accusato di "appropriazione indebita"  e di avere un piano per frodare centinaia di migliaia di donatori prelevando illegalmente fondi destinati a finanziare la costruzione per uso personale.
Entro novembre 2020 erano stati costruiti circa 600 chilometri di barriere di confine, compresi circa 20 chilometri di nuove recinzioni. Il resto sta sostituendo le barriere esistenti obsolete o mal mantenute.

## Costi
A dicembre 2020, il finanziamento totale concesso per le nuove recinzioni erano di circa 15 miliardi di dollari, un terzo dei quali era stato dato dal Congresso mentre Trump aveva ordinato il resto dal bilancio militare. Questo finanziamento era destinato a costruire una nuova recinzione su 738 miglia (1.188 km), ad un costo di circa 20 milioni di dollari per miglio; questo coprirebbe poco più della metà dei circa 2.100 km (1.300 miglia) che non avevano recinzioni quando Trump è entrato in carica.

## Avanzamento

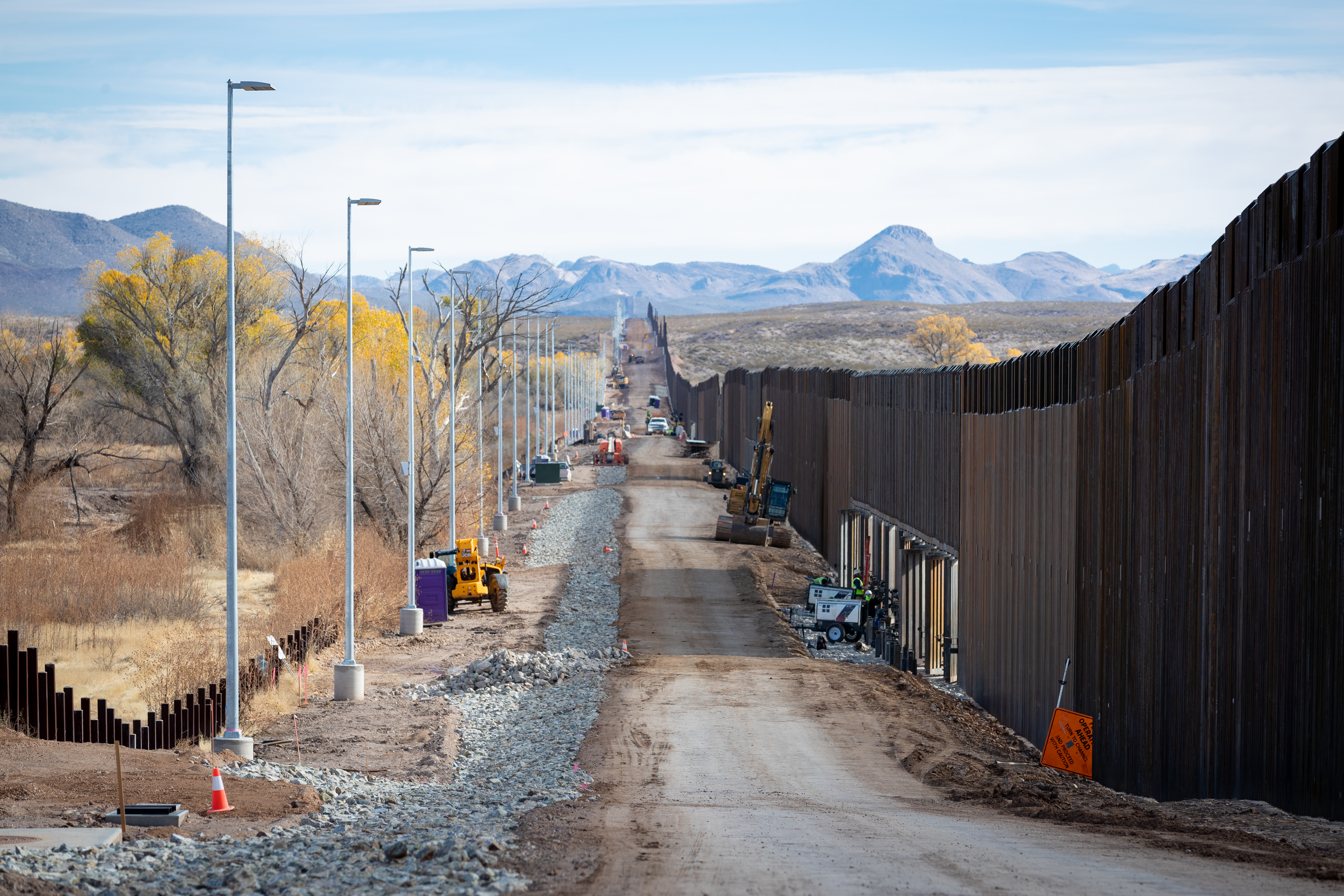
Pannelli di recente costruzione nel progetto del nuovo sistema di muri di confine a est di Douglas, in Arizona, il 14 dicembre 2020.

A partire dal 5 gennaio 2021, il muro raggiunge una lunghezza totale di 452 miglia (727 km). Trump ha annunciato a settembre 2019 che voleva raggiungere tra le 450 e le 500 miglia entro la fine del 2020.
Nel 2021, dei 1.600 km di mura promessi da Donald Trump durante la sua prima campagna presidenziale, sono stati costruiti circa 727 km. Più precisamente, la stragrande maggioranza della barriera è costruita su aree che erano già state oggetto di protezione dei confini sotto le presidenze di Barack Obama, George W. Bush e Bill Clinton; ognuno di questi presidenti ha eretto più barriere di confine con il Messico di Donald Trump. Solo 79 km (48 miglia) sono stati utilizzati in zone prive di barriere.
Alla fine del 2020, tuttavia, le statistiche indicano una forte riduzione del numero di trafficanti di esseri umani, anche se alcuni analisti ritengono che questa sia piuttosto una conseguenza della pandemia di Covid-19. Inoltre, il numero di sequestri di droga è in aumento. Il successore di Donald Trump, il democratico Joe Biden ha annunciato che sta ponendo fine alla costruzione del muro ma senza distruggere i segmenti esistenti, salvo poi il 5 ottobre 2023 annunciare che riprenderà la costruzione di altri 32 km del muro nella contea di Starr in Texas, affermando che benché non creda all'efficacia della misura, i fondi erano già stati stanziati nel 2019 dall'amministrazione Trump e non potevano legalmente essere usati in altro modo.